# Acraea oenone
Acraea oenone är en fjärilsart som beskrevs av Kirby 1889. Acraea oenone ingår i släktet Acraea och familjen praktfjärilar. Inga underarter finns listade i Catalogue of Life.